# Синиця чубата
Синиця чубата (Lophophanes cristatus, раніше — Parus cristatus) — невеликий птах родини синицевих (Paridae). Характерний мешканець хвойних лісів. В Україні осілий, кочовий вид. Охороняється Бернською конвенцією.

## Опис

### Морфологічні ознаки

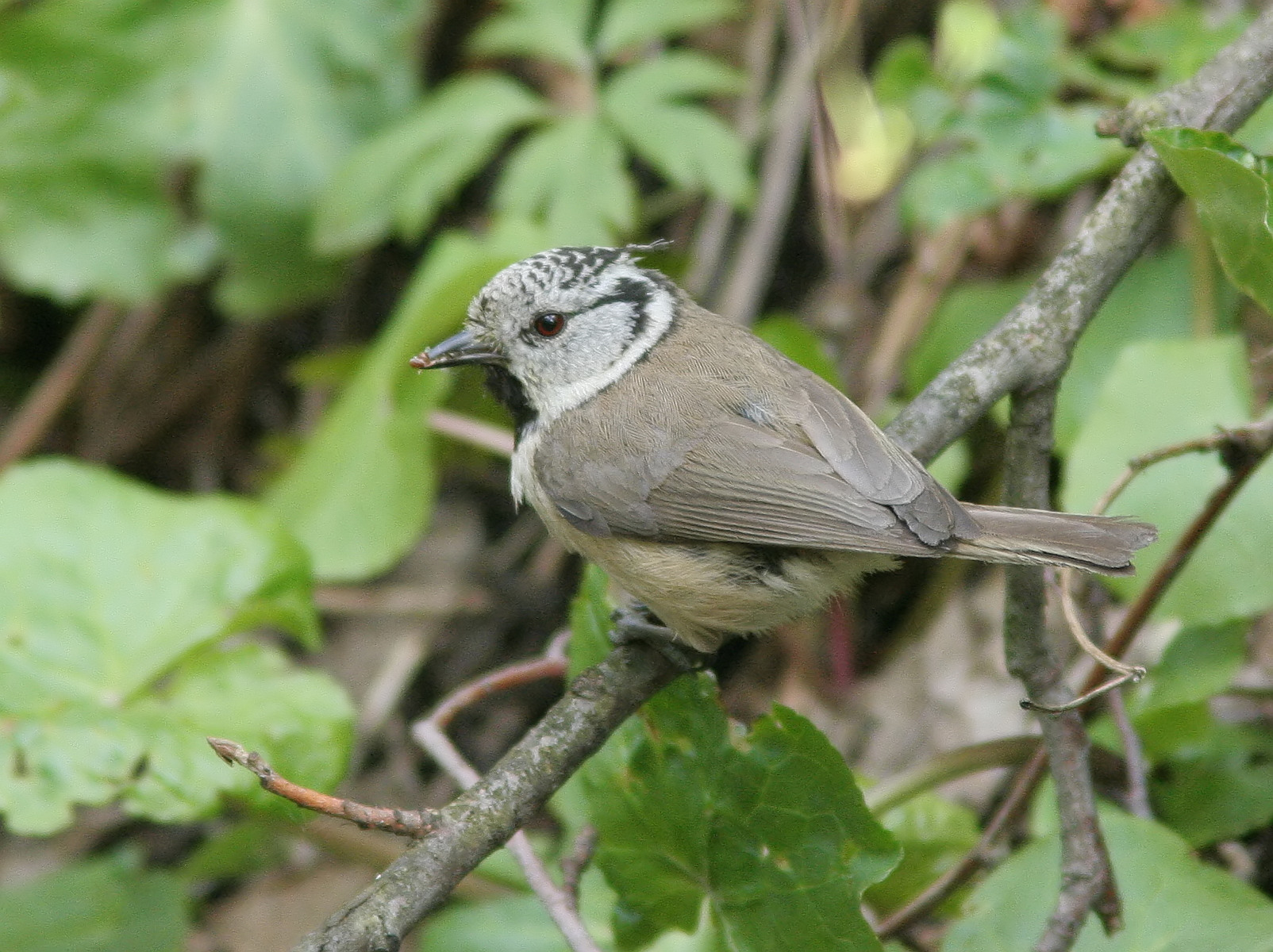
Молодий птах

Маса тіла 10-13 г. Довжина тіла близько 12 см. У дорослого птаха голова зверху чорно-бура, пера з білою верхівкою; на потилиці великий загострений «чуб»; щоки білі, окреслені ззаду чорними смугами; горло чорне; на боках шиї чорні смуги, які заходять на задню частину шиї; спина, плечі, покривні пера верху крил, поперек і надхвістя сірувато-бурі; низ білий, на боках тулуба і череві сірувато-вохристий відтінок; махові і стернові пера бурі; дзьоб чорний; ноги сірувато-бурі. У молодого птаха «чуб» менший, іноді ледь помітний; пера «чуба» і горла бурі; темні смуги на задній частині шиї розвинені слабо або відсутні.
Дорослий птах від решти синиць відрізняється довгим «чубом», а молодий — тим, що пера верху голови з білою верхівкою.

### Голос
Пісня — короткі мелодійні трелі; часто подає пискливе «ці — ці — чрр — чрр».

## Поширення та характер перебування

### Ареал
Поширена на більшій частині Європи, хоча відсутня у Великій Британії (за виключенням Каледонського лісу в Шотландії), на Апеннінах та на півночі Скандинавії. На півночі Європи зустрічається до межі лісів — в Норвегії до 65° пн. ш., у Швеції, Фінляндії і Карелії до 67° пн. ш., далі на схід до районів Архангельська та Сиктивкара. Далі на схід межа ареалу різко відсувається на південь та доходить до східних схилів Уралу в районі Єкатеринбургу, після чого повертає на захід.
Південна межа ареалу проходить через північне узбережжя Середземного моря в Іспанії та Франції, південну межу Альп, Албанію, центральну Грецію, Болгарію, південне підніжжя Карпат, Волинську і Подільську височини, центральну і східну Україну до 50° пн. ш., Воронезьку, Пензенську і Самарську області Росії.
В Україні поширена в лісовій і значній частині лісостепової смуги, а також Карпатах. У центральній Україні найбільш південною точкою гніздування є околиці м. Черкас.

### Характер перебування
Як правило, осілий птах, менше ніж інші синиці схильна до сезонних переміщень. Лише на крайній півночі ареалу — на Кольському півострові відмічені нерегулярні кочівлі на відстань не більше 100 км. 
Під час зимових кочівель трапляється в лісах і парках на півночі Дніпропетровщини і Запорізького Придніпров'я.

## Чисельність
Чисельність в Європі оцінена в 6,1—12,0 млн пар, в Україні — 75—95 тис. пар. Спостерігається скорочення чисельності популяції.

## Гніздування

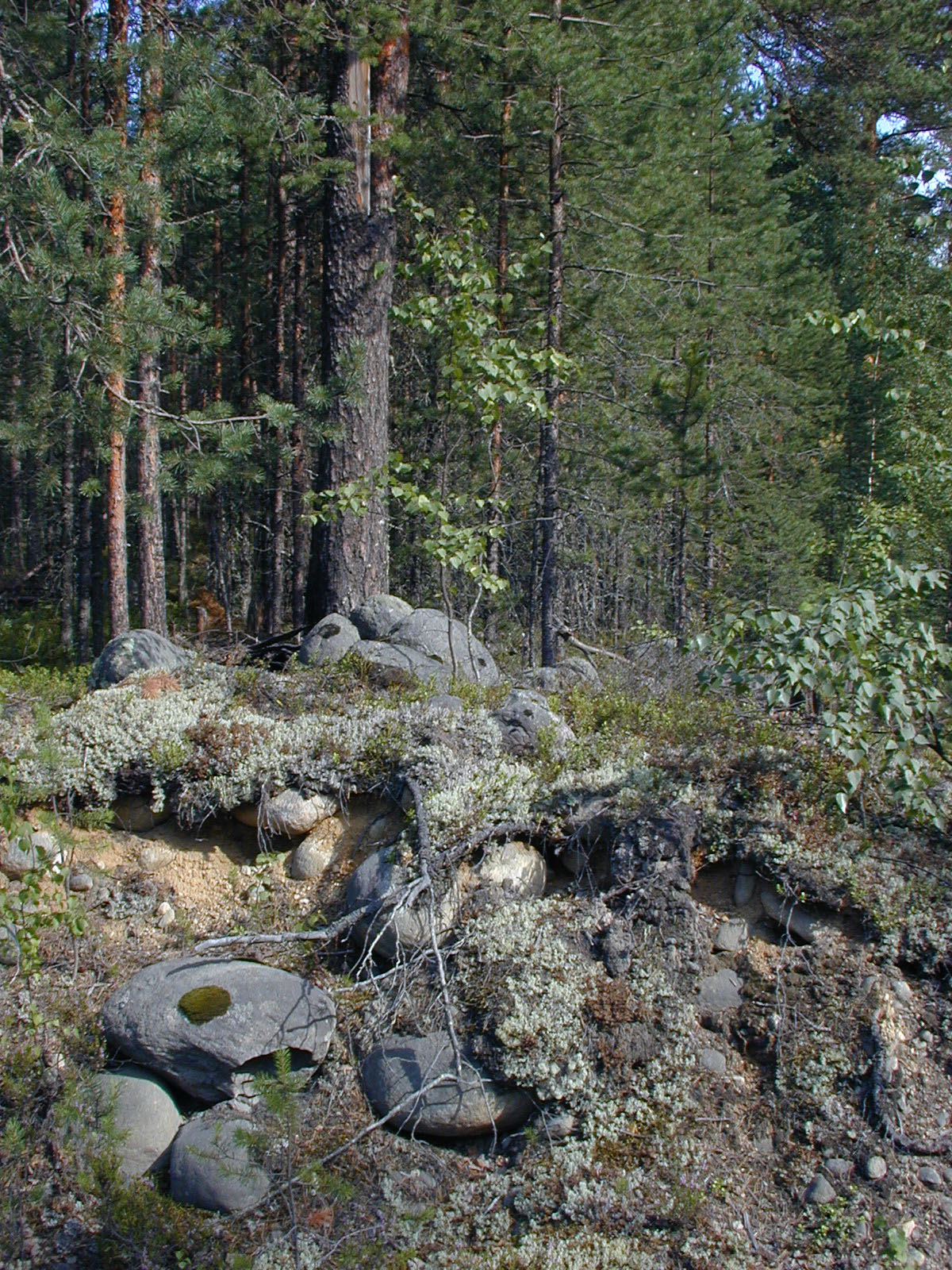
Хвойний ліс — типовий біотоп чубатої синиці

Населяє хвойні ліси, у листяних не зустрічається. Гніздиться середньовікових та стиглих соснових та ялинових лісах, інколи — в молодих (але за наявності дупел). У мішаних хвойно-листяних лісах зустрічається рідко. Близького сусідства з людиною уникає.
Гніздиться поодинокими парами. Гніздо влаштовує в дуплах з вузьким вхідним отвором (25-30 мм), в трухлявих пнях тощо. Гнізда розміщують невисоко над землею, на висоті 0,5-2 м. Птахи очищують дупла від деревної трухи, нерідко розширюють, а в трухлявих пнях можуть майже повністю видовбувати дупла. Інколи гніздиться в старих дуплах дятлів або в пустотах між гілками гнізд хижих птахів. Гніздо будує з моху з незначною домішкою лишайників, волосся, шерсті. Лоток вистилається шерстю, інколи з додаванням рослинного пуху, павутиння та коконів комах. У кладці 5-9 (частіше 6-7) яєць. Шкаралупа блискуча, молочно-біла, поверхневі плями світло- і темно-іржаво-червоні, глибокі — червонувато-фіолетові. Біля тупого полюсу яйця плями розташовуються більш щільно, утворюючи віночок. Середні розміри яєць 16,39×12,69 мм.
До відкладання яєць приступають раніше інших видів синиць — наприкінці березня — на початку квітня. У деяких пар протягом року буває два виводки. Другі кладки з'являються у червні. Насиджує тільки самка протягом 13-15 діб. Після вильоту з гнізд ще 23-25 днів молодих птахів підгодовують дорослі.

## Живлення
Основний корм у весняно-літній період — дрібні безхребетні та їх личинки, в першу чергу жуки (довгоносики та листоїди), метелики на всіх стадіях розвитку та павуки. Восени та взимку чубата синиця переключається на споживання насіння дерев (сосни, ялиці, псевдотсуги, бука, берези, вільхи). Протягом усього року запасає їжу, особливо інтенсивно з вересня по жовтень та з березня по червень. Запаси ховає у тріщинах кори, між хвоїнками, серед лишайників. Птахи не запам'ятовують конкретне розташування таких місць, однак пізніше синиці здобувають цей корм завдяки осілому способу життя. Зроблені запаси використовують також інші види синиць.

## Охорона
Вид занесений до Додатку ІІ Бернської конвенції (охоронна категорія: підлягає особливій охороні).

## Систематика
До недавнього часу вид відносили до роду Синиця (Parus). На основі останніх досліджень чубату синицю відносять до іншого роду — Lophophanes. Остання класифікація знайшла відображення у авторитетних джерелах, зокрема у виданні «Handbook of the Birds of the World»
Виділяють 7 підвидів чубатої синиці:
- Lophophanes cristatus abadiei (Jouard, 1929)
- Lophophanes cristatus baschkirikus Snigirewski, 1931
- Lophophanes cristatus bureschi (Von Jordans, 1940)
- Lophophanes cristatus cristatus (Linnaeus, 1758)
- Lophophanes cristatus mitratus (C. L. Brehm, 1831)
- Lophophanes cristatus scoticus Prazak, 1897
- Lophophanes cristatus weigoldi (Tratz, 1914)

## Галерея

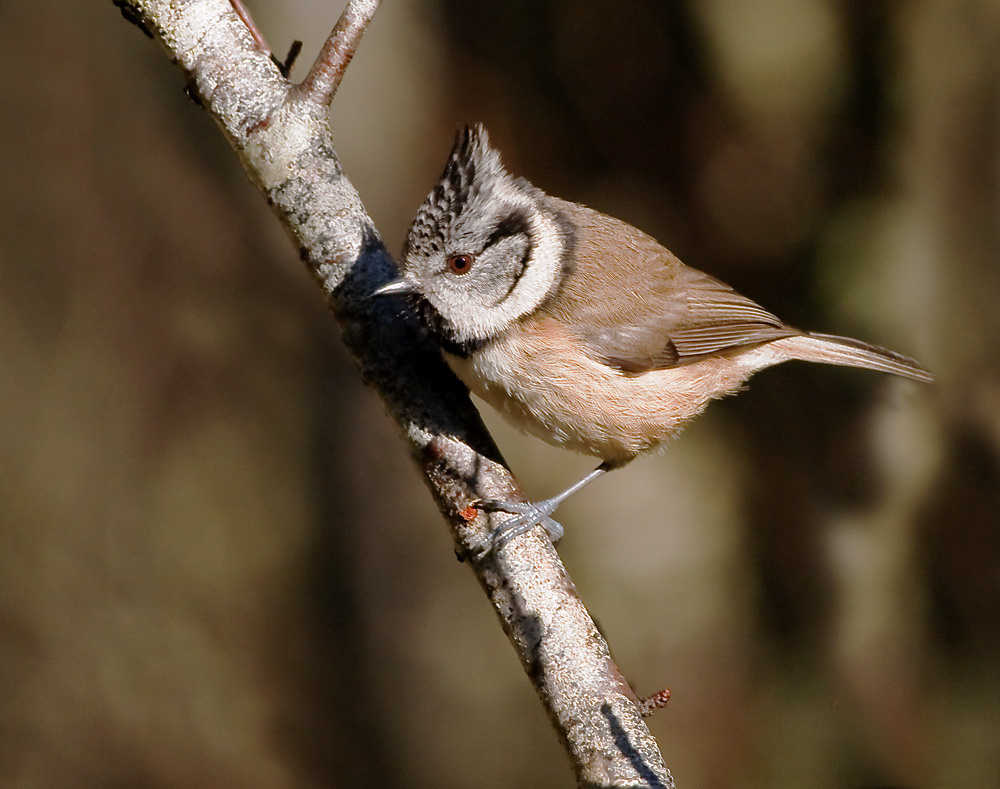
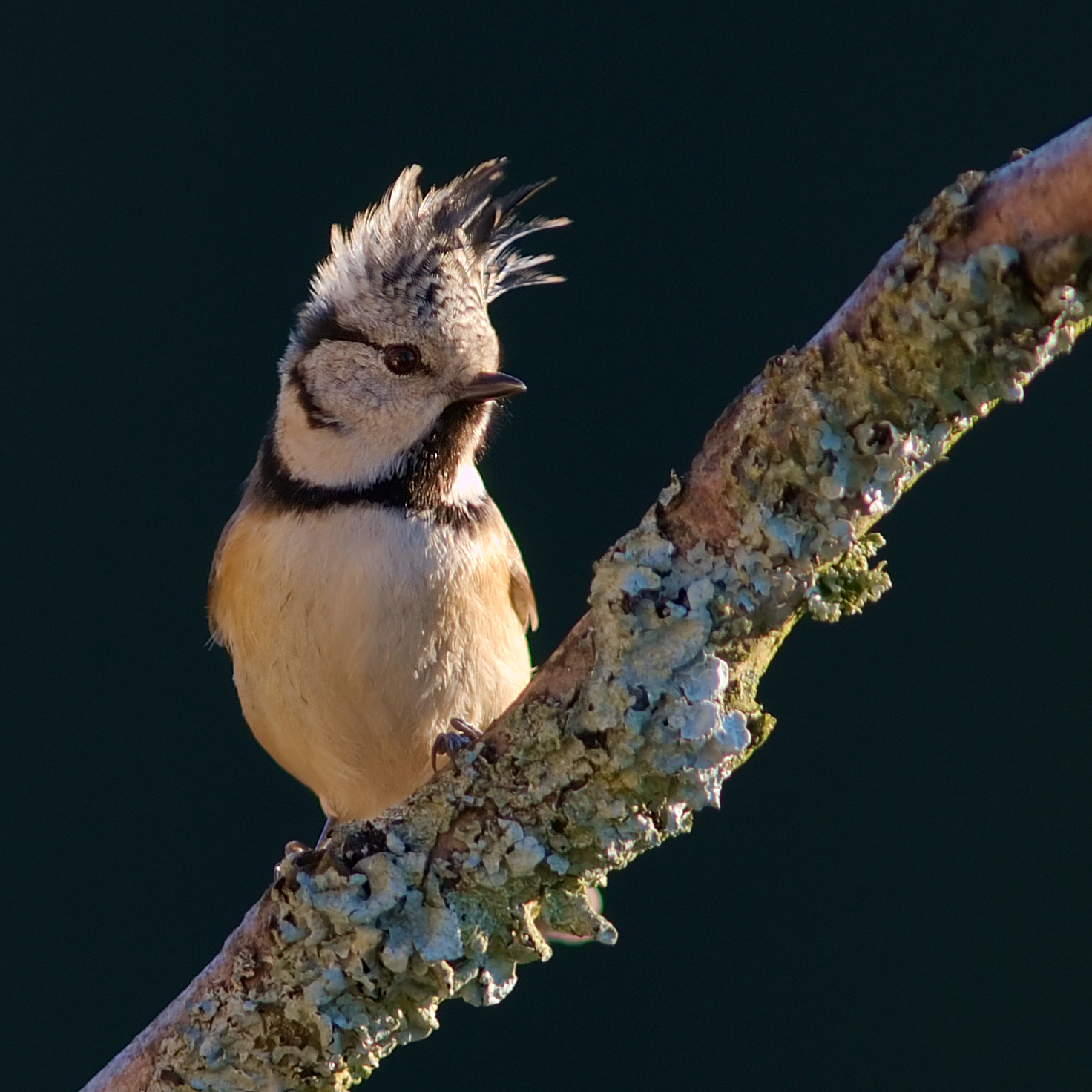
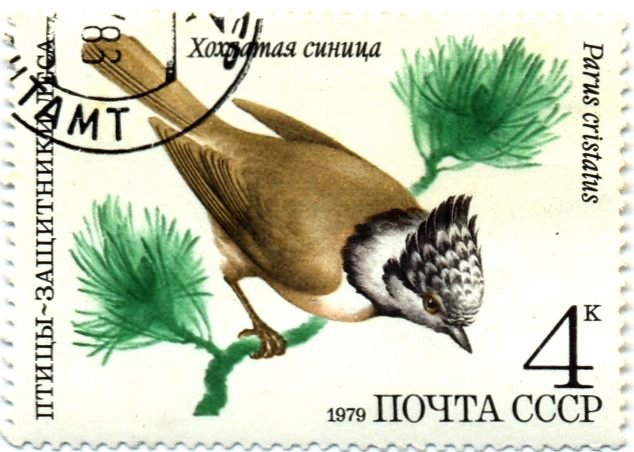
Зображення чубатої синиці на поштовій марці СРСР
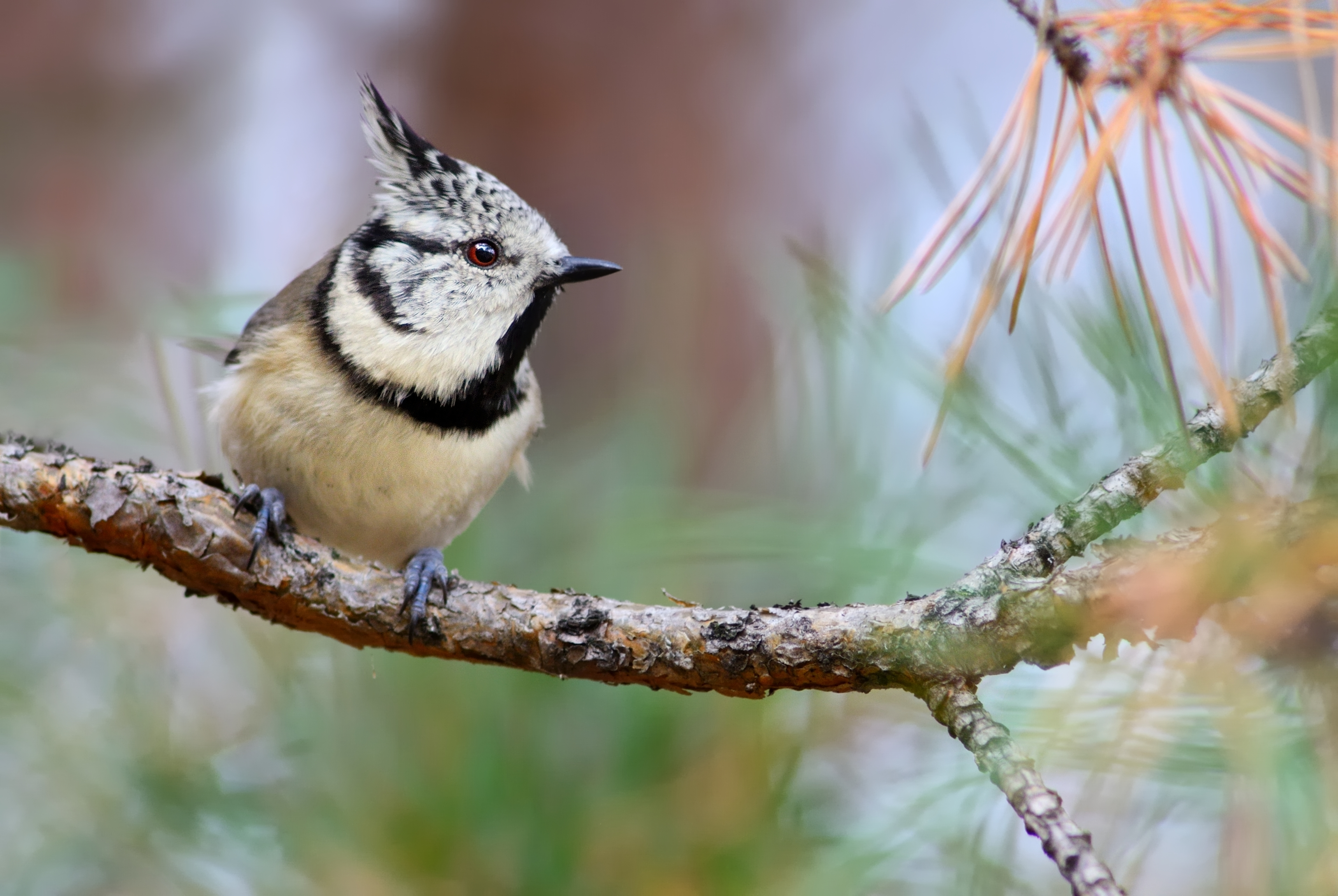
У Міжрічинському ландшафтному парку, Чернігівщина.
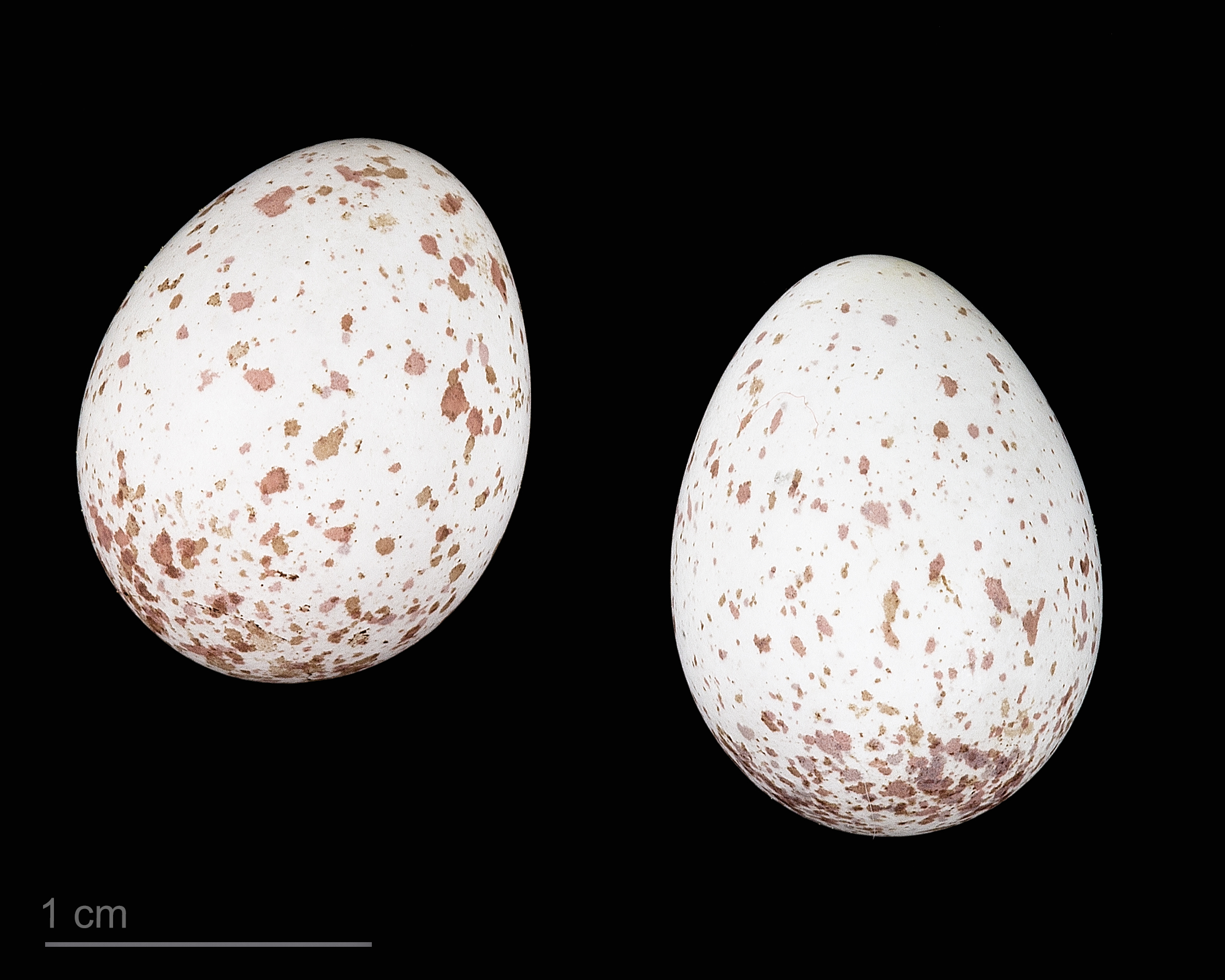
Яйця Lophophanes cristatus в оологічній колекції,  Тулузький музей